# SN 2007cf
SN 2007cf – supernowa typu Ia odkryta 8 maja 2007 roku w galaktyce M+02-39-21. W momencie odkrycia miała maksymalną jasność 17,90m.